# Karan Ashley

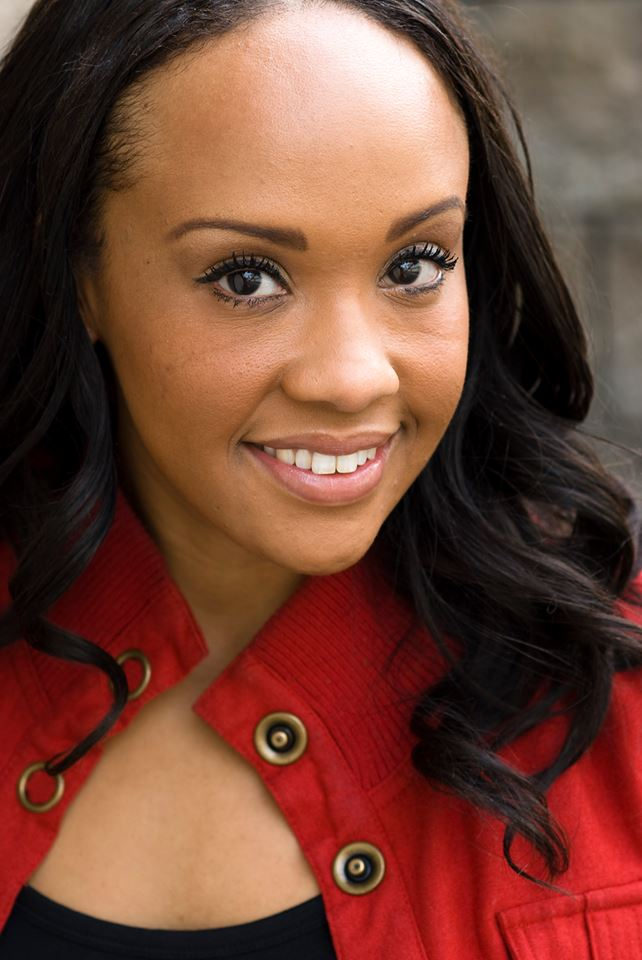
Karan Ashley (2016)

Karan Ashley (* 28. September 1975 in Odessa, Texas) ist eine US-amerikanische Schauspielerin.

## Karriere
Nachdem Thuy Trang aus der Fernsehserie Mighty Morphin Power Rangers ausgestiegen war, erhielt Karan Ashley die Rolle des gelben Power Rangers. Diese verkörperte sie in 68 Episoden und in dem Kinofilm Power Rangers – Der Film. Anschließend folgten Gastauftritte in verschiedenen Fernsehserien, bevor es um sie ruhiger wurde.
Im Kurzfilm The Order von 2016 hat sie neben weiteren ehemaligen Darstellern, die als Power Ranger zu sehen waren, mitgewirkt. Ein Trailer wurde am 22. Mai 2016 auf YouTube veröffentlicht. Neben Ashley waren noch Catherine Sutherland (2. Pinker Ranger), Walter Jones (1. Schwarzer Ranger), Steve Cardenas (2. Roter Ranger), Austin St. John (1. Roter Ranger), David Yost (Blauer Ranger) und Paul Schrier (Bulk) zu sehen.
Im Film Mighty Morphin Power Rangers: Once & Always aus dem Jahr 2022 nahm sie ihre Rolle als gelber Ranger wieder auf. Der Film wurde im April 2023 bei Netflix veröffentlicht.

## Privates
Seit dem 22. März 2014 ist sie mit Kimani Ballard verheiratet.

## Filmografie (Auswahl)
- 1994–1996: Mighty Morphin Power Rangers (Power Rangers, Fernsehserie, 68 Episoden)
- 1995: Power Rangers – Der Film (Mighty Morphin Power Rangers)
- 1996: Echt super, Mr. Cooper (Hangin’ with Mr. Cooper, Fernsehserie Episode 4x12)
- 2001: Taylor’s Wall (Kurzfilm)
- 2016: The Order (Kurzfilm)
- 2022: Mighty Morphin Power Rangers: Once & Always